# WarioWare: Smooth Moves
Vous lisez un « bon article » labellisé en 2011.
WarioWare: Smooth Moves (おどるメイド イン ワリオ, Odoru Made in Wario) est un jeu vidéo de type party game, développé par Nintendo SPD et Intelligent Systems et édité par Nintendo sur Wii. Il est sorti en décembre 2006 au Japon et en janvier 2007 en Europe, Amérique du Nord et Australie. Il est le cinquième volet de la série WarioWare, et le premier (ou second) à être sorti sur Wii. Tout comme ses prédécesseurs, le jeu est construit autour d'une collection variée de micro-jeux qui durent environ cinq secondes chacun. Ces jeux à l'humour décalé sont basés sur la reconnaissance de mouvements rendue possible par la Wii. Ils s'enchaînent de façon très rapide, expliquant d'abord au joueur comment tenir la Wiimote pour ensuite le mettre dans l'action.
Smooth Moves a été bien accueilli par la presse spécialisée, recueillant une moyenne de 83 % sur Metacritic  de 82 % sur GameRankings. Les critiques ont apprécié le fun procuré par le jeu mais ont pointé du doigt sa faible durée de vie. Au Salon du jouet de Nuremberg de 2007, le jeu a reçu un ToyAward dans la catégorie « Tendance et style de vie ». Il a également obtenu les récompenses, décernées par IGN, du meilleur jeu d'action sur Wii à l'E3 2006, et du jeu du mois de janvier 2007. WarioWare: Smooth Moves a été le quatrième jeu le plus vendu aux États-Unis durant le mois de janvier 2007. Au Japon, il s'est vendu à 63 954 exemplaires lors de sa première semaine de commercialisation (27 novembre – 3 décembre 2006), faisant de lui le quatrième jeu le plus vendu au lancement de la Wii, derrière Wii Sports, Wii Play, The Legend of Zelda: Twilight Princess et Call of Duty 3.

## Système de jeu
Comme tous les jeux de la série WarioWare, Smooth Moves repose sur la succession de micro-jeux d'environ cinq secondes. Chaque jeu demande au joueur de tenir la Wiimote dans une position particulière, comme verticalement ou contre le nez. Dans certains, le Nunchuk est nécessaire. Avant le début de chaque micro-jeu, l'écran indique au joueur comment il va devoir tenir la manette. WarioWare: Smooth Moves est divisé en niveaux correspondant chacun à un personnage et liés par une histoire, même si celle-ci ne constitue pas l'intérêt majeur du jeu. Lorsque le joueur termine les micro-jeux d'un niveau, il passe au boss, qui est un jeu plus long et plus complexe que les autres. Une fois qu'il a fini tous les niveaux du mode solo, le mode multijoueur est débloqué. Dans celui-ci, jusqu'à douze joueurs peuvent participer en se faisant passer la Wiimote, qui est suffisante pour jouer.
Les mini-jeux ont en commun une ambiance décalée et volontairement stupide. Ils ont cependant des objectifs très variés : il peut s'agir de faire avancer le plus vite possible un coureur, de distribuer des tracts, de gagner un bras de fer, ou encore de faire sortir une bille de son labyrinthe,. De plus, chaque mini-jeu a son propre style graphique, qui peut aller du dessin mal fait à la 3D — même si la plupart est en deux dimensions.

## Développement
WarioWare: Smooth Moves a été dévoilé par Nintendo à la convention de l'E3 2006. Le développement du jeu, assuré par Intelligent Systems et Nintendo SPD, a commencé fin 2005 avec une équipe de vingt personnes. Smooth Moves a été dirigé par Goro Abe et produit par Yoshio Sakamoto. Pensant que le fait de tenir la Wiimote dans une seule position rendrait le jeu moins amusant, les développeurs se sont efforcés d'étendre l'éventail de mouvements à réaliser durant une partie. Le logiciel utilisé pour enregistrer les mouvements de la Wiimote a par ailleurs dû être réécrit depuis le début en raison des mouvements uniques qu'il fallait détecter. Comme dans les précédents WarioWare, le sous-titre Smooth Moves (« mouvements lisses ») représente le mouvement basique que les joueurs doivent accomplir au cours du jeu. L'équipe de développement voulait que les joueurs semblent être en train de danser, et donc Smooth Moves était parfaitement adapté. Le titre étant avant tout un party game, les développeurs ont voulu faire du mode multijoueur son « meilleur point ».
Ce sont près de deux cents mini-jeux qui sont jouables dans WarioWare : Smooth Moves, un chiffre similaire à ceux des précédents volets de la série. Abe a déterminé quels seraient les jeux présents après que chaque membre de l'équipe de développement a écrit ses idées sur un papier. Les mini-jeux ont été inspirés par des « situations très originales et tirées de la vie de tous les jours ». Afin d'offrir des styles visuels très variés, les développeurs ont chacun laissé leur propre empreinte graphique sur les jeux sur lesquels ils travaillaient. Durant le développement, l'un des principes de base était de « faire un goût différent à chaque jeu ». La seule règle qu'Abe a imposé concernant l'apparence des mini-jeux était que ce qu'il arrive dans le jeu soit immédiatement évident. Le haut-parleur de la Wiimote a été mis à contribution pour ajouter au plaisir du jeu. Par exemple, dans l'un des mini-jeux, le joueur doit frapper une balle de tennis avec sa raquette et lorsque la balle touche la raquette, la Wiimote émet un son de rebond. Le jeu se sert finalement peu du Nunchuk, au profit de la seule Wiimote. Sa présentation visuelle est similaire à celle de WarioWare, Inc.: Mega Party Game$! sur GameCube, et il ne fonctionne pas en format écran large.

## Accueil
WarioWare: Smooth Moves est sorti sur Wii le 2 décembre 2006 au Japon, le 12 janvier 2007 en Europe, le 15 janvier 2007 en Amérique du Nord et le 25 janvier 2007 en Australie. Il a été bien accueilli par la presse spécialisée et a obtenu une moyenne de 83 % sur Metacritic et 82 % sur GameRankings. Les critiques ont apprécié le fun procuré par le jeu, particulièrement durant des fêtes, mais ont pointé du doigt sa faible durée de vie. Au Salon du jouet de Nuremberg de 2007, le jeu a reçu un ToyAward dans la catégorie « Tendance et style de vie ». Il a également obtenu les récompenses, décernées par IGN, du meilleur jeu d'action sur Wii à l'E3 2006, et du jeu du mois de janvier 2007. WarioWare: Smooth Moves a été le quatrième jeu le plus vendu aux États-Unis durant le mois de janvier 2007. Le mois suivant, il est tombé à la huitième place, en se vendant à 109 000 unités. Au Japon, il s'est vendu à 63 954 exemplaires lors de sa première semaine de commercialisation (27 novembre – 3 décembre 2006), faisant de lui le quatrième jeu le plus vendu au lancement de la Wii, derrière Wii Sports, Wii Play, et The Legend of Zelda: Twilight Princess. Il est passé à la vingtième place pour la semaine allant du 18 au 24 décembre 2006.
À sa sortie, plusieurs critiques ont affirmé que le jeu était un des meilleurs sur Wii. L'Official Nintendo Magazine est allé jusqu'à dire que Wario « a maintenant sa place aux côtés de Mario et Link parmi les grands de Nintendo ». Vantant l'« utilisation formidable des contrôles uniques de la Wii », GameSpot a fait valoir que le jeu avait aussi des graphismes « incroyables » et a conclu qu'il devait faire partie de toute collection de jeux Wii. Ce sentiment a été partagé pour GameTrailers, pour qui WarioWare: Smooth Moves est « sans aucun doute » la meilleure collection de mini-jeux sur Wii. GameSpy a jugé que le jeu était parfaitement adapté aux fêtes ou aux gens ayant déjà apprécié des jeux comme Wii Sports ou Rayman contre les lapins crétins. The Observer a désigné Smooth Moves comme le « jeu de la semaine » du 28 janvier au 4 février 2007 et a loué ses graphismes, déclarant : « Il y a des introductions très colorées à chaque niveau, et les micro-jeux utilisent une pléthore de styles visuels. Vous retrouverez des petits bouts de vos jeux favoris d'antan, que ce soit en retirant l'épée Excalibur de la pierre comme dans The Legend of Zelda: Ocarina of Time ou en sautant pour avoir des pièces comme dans les jeux Super Mario de l'ère NES ». Le quotidien australien The Age a trouvé le jeu « aussi divertissant à regarder qu'à jouer » et lui a donné quatre étoiles sur cinq.
Computer and Video Games a déclaré que le jeu fait partie de ceux qu'on ressort lorsqu'il y a plein de monde chez soi et a apprécié son gameplay « follement génial ». Nintendo World Report a aimé la variété du titre mais a été déçu par le peu d'éléments débloquables et l'absence de système de meilleurs scores. Bien qu'IGN ait jugé que le jeu n'était pas le meilleur dans la série des jeux Wario, celui-ci reste pour eux « une pièce essentielle de la collection Wii ». Le site web a apprécié le mode un joueur tout comme le mode multijoueur et a trouvé l'utilisation de la Wiimote « facile et intuitive », les graphismes « presque inexplicables » et le son « totalement décalé ». GameZone a qualifié Smooth Moves d'« original et addictif », mais pouvant ne pas plaire à tout le monde. 1UP.com a quant à lui déploré que le jeu soit moins imprévisible que ses prédécesseurs même si celui-ci reste « un achat bienvenu ». Pour GamePro, le titre prouve que la Wii est la console indispensable pour jouer avec des amis. Même si Eurogamer a apprécié l'utilisation de la Wiimote, le site a fait valoir que le jeu ne restait pas attractif longtemps parce qu'il « n'osait jamais mettre vraiment à l'épreuve les joueurs ».
Du côté de la presse francophone, Jeuxvideo.com a affirmé que « ceux qui y adhéreront et seront prêts à passer des heures et des heures dessus pour exploser leurs scores le porteront aux nues, tandis que les plus récalcitrants n'y verront qu'un moyen original de se divertir le temps de quelques parties ». Pour Gamekult, même si les jeux sont nombreux et les prises en main variées, « ce Wario trop vite plié se révèle beaucoup trop pauvre en solo comme en multi pour donner l'occasion d'y revenir ».